# بروس تيت
بروس تيت (بالإنجليزية: Bruce Tate)‏ هو مهندس أمريكي، ولد في 1965.